# 이다가와촌
이다가와촌(井田川村)은 미에현 스즈카군에 있던 촌이다. 현재의 가메야마시의 동쪽 끝 및 스즈카시 남서부에 해당한다

## 역사
- 1889년 4월 1일 - 정촌제 시행에 의해 스즈카군 이다가와촌이 성립하였다.
- 1954년 10월 1일 - 가메야마정,히루오촌, 노노보리촌, 가와사키촌과 합병해 가메야마시가 성립하여, 동일 이다가와촌은 폐지되었다.

## 교통

### 철도
- 일본국유철도
  - 간사이 본선

### 도로
- 국도 제1호선

## 참고문헌
- 角川日本地名大辞典 24 三重県